# True Grit
True Grit (bra: Bravura Indômita / prt: A Velha Raposa) é um filme estadunidense de 1969, dos gêneros drama, aventura e faroeste, dirigido por Henry Hathaway, com roteiro de Marguerite Roberts baseado em livro de Charles Portis e trilha sonora de Elmer Bernstein.
John Wayne estrela como U.S. Marshal Rooster Cogburn e ficou famoso por trazê-lo no papel de um pistoleiro bêbado e caolho, de certa forma uma paródia de si mesmo e ganhando pelo papel seu único prêmio do Oscar por sua atuação neste filme. Wayne reprisou seu papel como Cogburn em 1975 na sequência Rooster Cogburn. Os historiadores acreditam que Rooster foi baseado no U.S. marshal Heck Thomas, que trouxe alguns dos bandidos mais difíceis. No elenco de apoio Glen Campbell, Kim Darby, Robert Duvall, Dennis Hopper e Strother Martin.

## Sinopse
Uma menina, Mattie Ross, contrata por cem dólares o xerife "Rooster" Cogburn, para que ele capture o assassino de seu pai.
Ela exige ir junto com ele na missão, para ter certeza que a meta seja cumprida. Na perseguição, eles acabam por entrar em território índio, na intenção de alcançarem o criminoso.

## Elenco
- John Wayne .... Xerife Reuben J. "Rooster" Cogburn
- Glen Campbell .... Sargento La Boeuf
- Kim Darby .... Mattie Ross
- Robert Duvall .... "Lucky" Ned Pepper
- Jeremy Slate .... Emmett Quincy
- Dennis Hopper .... Moon Garrett
- Alfred Ryder .... Goudy
- Strother Martin .... Coronel G. Stonehill
- Jeff Corey .... Tom Cheney
- Ron Soble .... Capitão Boots Finch
- John Fiedler .... J. Noble Daggett
- James Westerfield .... Juiz Isaac Parker
- Donald Woods .... Barlow

## Produção
As filmagens ocorreram principalmente em Condado de Ouray, Colorado, nos arredores de Ridgway (agora a casa do True Grit Cafe), em torno da cidade de Montrose (Condado de Montrose), e da cidade de Ouray. (O roteiro mantém referências do romance de colocar nomes em Arkansas e Oklahoma, em contraste dramático com a topografia do Colorado). As cenas foram filmadas em tribunal Ouray County Courthouse em Ouray.

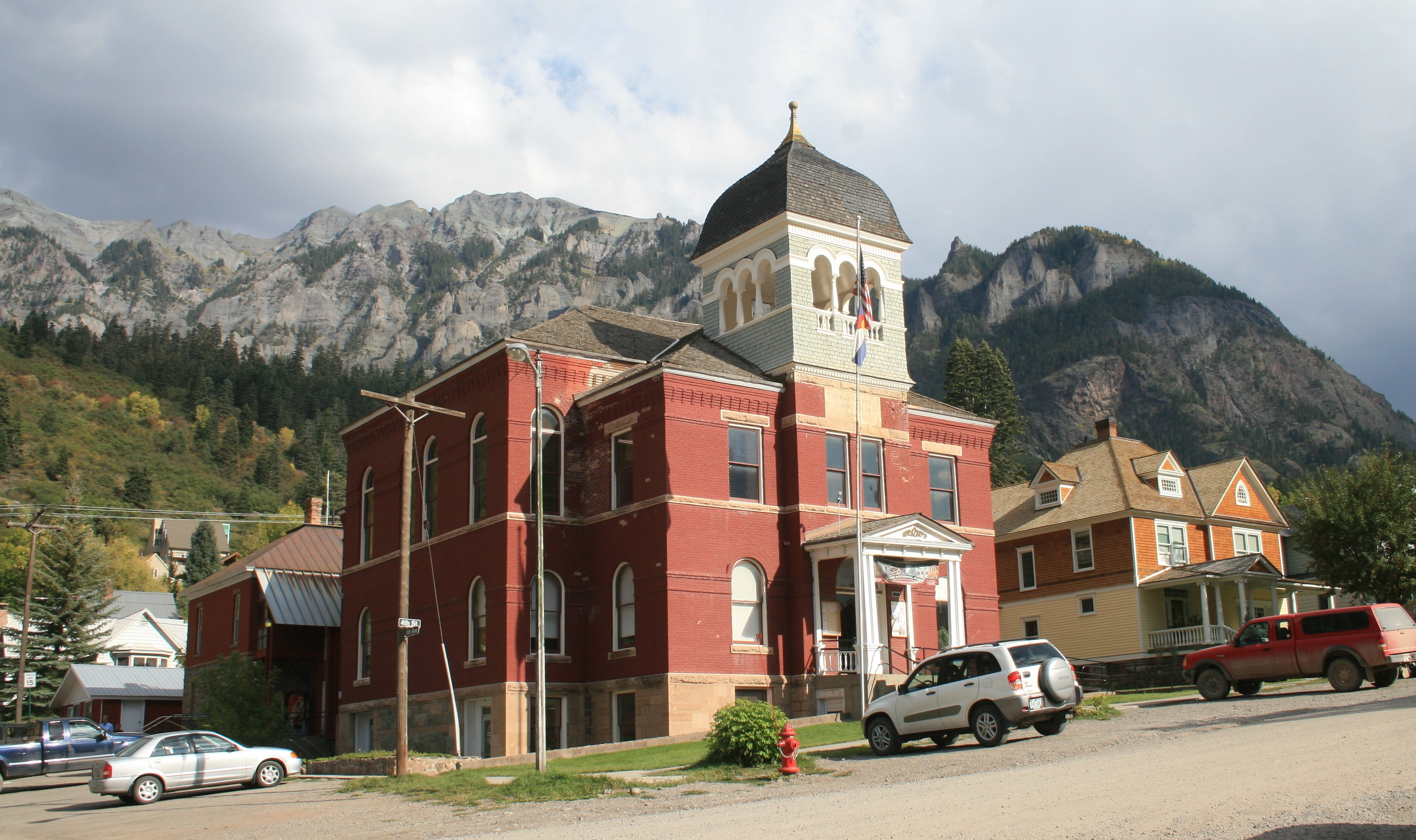
Ouray County Courthouse, constructed in 1888.

As cenas que acontecem na "canoa" e ao longo do riacho onde Pierce e Moon estão mortos, assim como a cena em que Rooster carrega Mattie em seu cavalo Little Blackie após a picada de cobra, foram filmados em Hot Creek, no lado leste da Sierra Nevada perto da cidade de Mammoth Lakes. Mount Morrison e Laurel Mountain formam o pano de fundo sobre o riacho. Esta localização também foi usado no North to Alaska. A filmagem foi realizada de setembro a dezembro de 1968.
Mia Farrow foi originalmente escalada como Mattie e fez questão sobre o papel. No entanto, antes de filmar, ela fez um filme na Inglaterra, com Robert Mitchum, que a aconselhou a não trabalhar com o diretor Henry Hathaway porque ele era "mal-humorado". Farrow pediu ao produtor Hal B. Wallis para substituir Hathaway por Roman Polanski, que dirigiu Farrow em Rosemary's Baby, mas Wallis recusou. Farrow saiu do papel, que foi, então, oferecido a Sondra Locke e Tuesday Weld, ambas recusaram. John Wayne conheceu Karen Carpenter em um show de talentos que ele estava hospedando e recomendou para o papel, embora os produtores decidiram contra ela, porque ela não tinha nenhuma experiência atuando. Wayne também fizera lobby para sua filha Aissa para ganhar o papel. Depois de considerar Sally Field, o papel foi para Kim Darby.
Elvis Presley era a escolha original para LaBoeuf mas os produtores desistiram quando seu agente exigiu salário igual os de Wayne e Darby. Glen Campbell foi então escalado em seu lugar. Wayne começou a fazer lobby para o papel de Rooster Cogburn depois de ler o livro de Charles Portis.
Wayne chamou o roteiro de Marguerite Roberts' '"o melhor roteiro que ele já tinha lido", e foi fundamental na obtenção seu roteiro aprovado e creditado ao seu nome como Roberts tinha sido colocada na lista negra por supostas filiações esquerdistas anos antes. Isto veio apesar de próprios ideais de extrema-direita de Wayne. Ele gostava particularmente da cena com Darby onde Rooster diz a Mattie sobre sua vida em Illinois (onde tem um restaurante, sua esposa Nola deixa ele por causa de seus amigos degenerados, e tem um filho desajeitado chamado Horace), chamando-o de "a melhor cena que eu já fiz" Garry Wills observa em seu livro, John Wayne's America: The Politics of Celebrity, que o desempenho de Wayne como Rooster Cogburn tem semelhanças próximas a maneira que Wallace Beery retratou personagens na década de 1930 e 1940, uma escolha de inspiração surpreendente da parte de Wayne. Wills comenta que é difícil para um ator para imitar outro para todo o comprimento de um filme e que os maneirismos de Beery recuar temporariamente durante a cena acima mencionada em que Cogburn discute com sua esposa e filho.
Veterano dublê de John Wayne Chuck Hayward faz o dublê onde "Bo" vai para baixo, em seu cavalo velho Twinkle Toes. Na última cena, Mattie dá a Rooster arma de seu pai. Ela comenta que ele ficou um cavalo alto, como ela esperava que ele faria. Ele observa que o seu novo cavalo pode saltar uma cerca de quatro ferroviário. Em seguida, ela adverte ele, "Você é muito velho e gordo para ter cavalos de salto". Rooster responde com um sorriso, dizendo: "Bem, vamos ver um velho gordo em algum momento", e salta de novo cavalo sobre uma cerca. Embora muitas das cenas de Wayne ao longo dos anos foram feitos por Hayward e Chuck Roberson, é Wayne no cavalho Twinkle Toes passando por cima da cerca. acrobacias de Darby foram feitas por Polly Burson.
O cavalo mostrado durante a cena final (antes dele pular a cerca com Twinkle Toes) de True Grit foi Dollor, de dois anos de idade (em 1969) um castrado Quarter, Dollor ('Ole Dollor) tinha sido o cavalo favorito de Wayne por 10 anos. Wayne se apaixonou com o cavalo, o que o levaria através de vários outros filmes de faroeste, incluindo seu último filme, The Shootist. Wayne tinha Dollor escrito no roteiro de The Shootist por causa de seu amor para o cavalo; era uma condição para ele trabalhar no projeto. Wayne não iria deixar ninguém andar a cavalo, a única exceção sendo Robert Wagner, que montou o cavalo em um segmento do programa de televisão Hart to Hart, depois da morte de Wayne.

## Recepção
O elenco e a equipe foram inicialmente céticos sobre o filme. John Wayne, em particular, ficou desapontado com o resultado final. Ele odiava o desempenho de Kim Darby, dizendo que eles quase não falava fora da câmera e que ela se comportou de forma inadequada no set. Por sua parte, Henry Hathaway odiava o elenco e desempenho de Glen Campbell, a quem ele sentia tinha sido empurrado por ele pelo estúdio para obter um hit com a canção título do filme. Tanto Wayne e Hathaway tiveram dificuldades com Robert Duvall, com o diretor tendo gritos constantes com seu ator coadjuvante e Duvall e Wayne quase chegando às vias de fato.
O filme arrecadou $11.5 milhões em aluguéis nas bilheterias da América do Norte durante o seu primeiro ano de lançamento. Em maio de 2014, o filme mantém uma classificação de 90% no Rotten Tomatoes baseado em 48 opiniões.

## Principais prémios e nomeações
Oscar 1970 (EUA)
- Venceu
  - melhor ator (John Wayne)[18]
- Indicado
  - melhor canção original (True Grit)[18]

Globo de Ouro 1970 (EUA)
- Venceu
  - melhor ator - drama (John Wayne)[19]
- Indicado
  - melhor canção original (True Grit)[19]

- - melhor revelação masculina (Glen Campbell)[19]

BAFTA 1970 (Reino Unido)
- Indicado
  - melhor revelação feminina (Kim Darby)[carece de fontes?]

## Seqüências e outras versões cinematográficas
A seqüência do filme, Rooster Cogburn, foi feito em 1975, com Wayne reprisando seu papel e Katharine Hepburn como uma solteirona idosa, Eula Goodnight, quem se junta a ele. A trama tem sido descrito como uma repetição da original True Grit com elementos do filme Bogart-Hepburn The African Queen. A seqüência para a televisão True Grit: A Further Adventure, apareceu em 1978, estrelado por Warren Oates e Lisa Pelikan, e contou com as aventuras de Rooster Cogburn e Mattie Ross.
Em 2010, Joel e Ethan Coen dirigiram outra adaptação do romance. A sua adaptação incide mais sobre o ponto de vista de Mattie, como no romance, e é mais fiel à sua configuração de Oklahoma. Hailee Steinfeld interpreta Mattie Ross, Jeff Bridges interpreta Rooster Cogburn, e o restante do elenco incluí Matt Damon como La Boeuf e Josh Brolin como Tom Chaney.